# Château de Nomazy
Le château de Nomazy est un château situé à Moulins, en France.

## Localisation
Le château est situé sur la  commune de Moulins, chemin de Nomazy, dans le département de l'Allier, en région Auvergne-Rhône-Alpes.

## Description
Le château de Nomazy est une maison d'habitation qui remonte au XVIIIe siècle. Le portail d’accès présente des pieds-droits et un arc au tracé en anse de panier, il est surmonté d'un entablement formé d'une plate-bande et d'une corniche.

## Historique
La construction du château date du début du XVIIe siècle.
L'édifice est inscrit au titre des monuments historiques en 1967.

### Famille Berger de Nomazy
La famille Berger de Nomazy est une vieille famille établie à Moulins mais aussi à Paris.
Julien Joseph Berger de Ressye, baron du Jonet, est né en 1758 à Moulins. Conseiller du roi au présidial de Moulins, il a acquis le domaine de Nomazy.
Son fils Jean-Bernard né en 1800 prend le nom de Berger de Nomazy. Aujourd'hui, la famille compte environ 150 descendants dont une petite moitié porte le nom Berger de Nomazy. Tous ceux qui portent ce nom aujourd'hui descendent de René Berger de Nomazy (1898-1981) et de Marie-Antoinette de Lenty (1902-1987).
Le général de division Gabriel Berger de Nomazy, né en 1947, a commandé la force nucléaire française avant de diriger l'école polytechnique de 2000 à 2005.

## Galerie

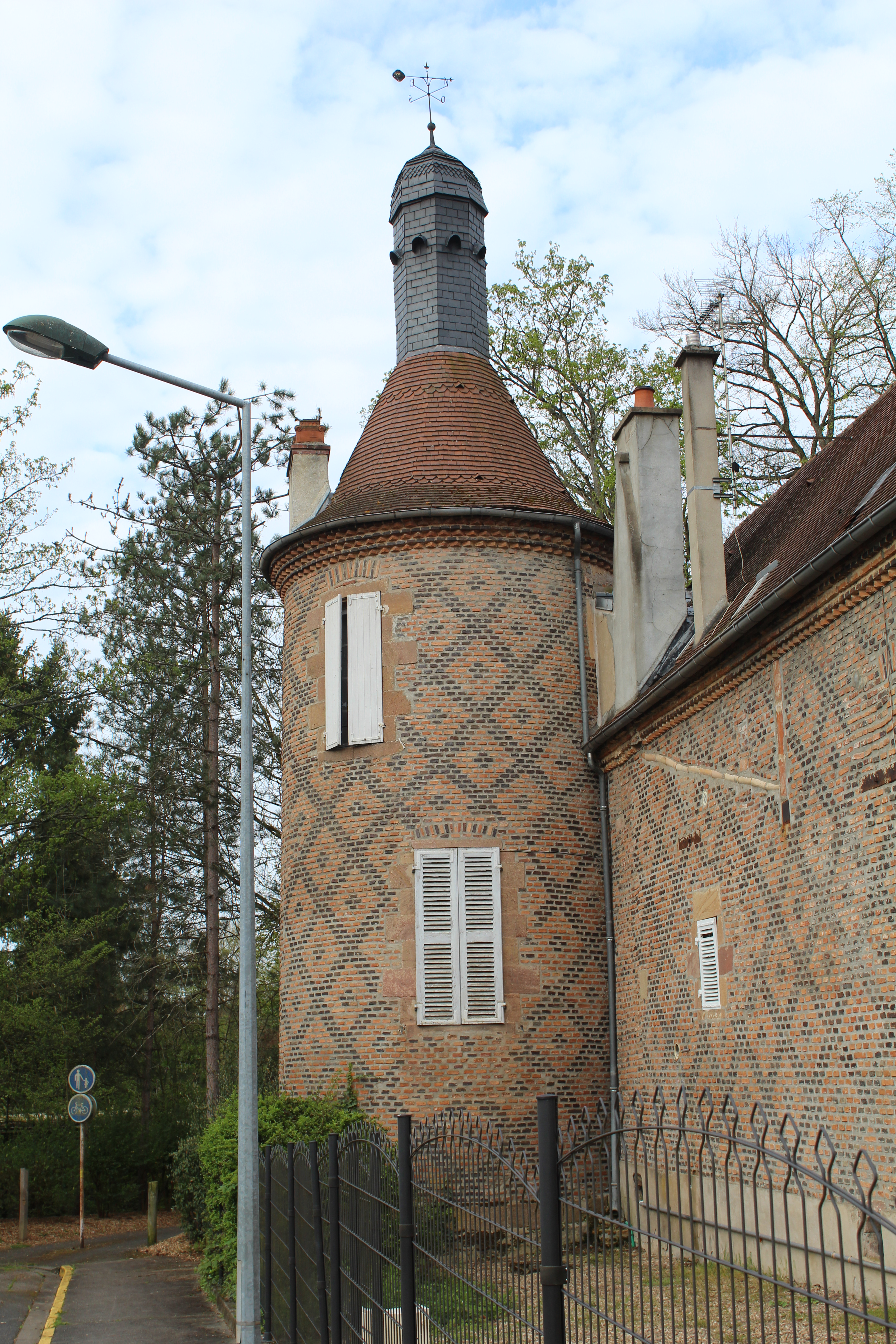
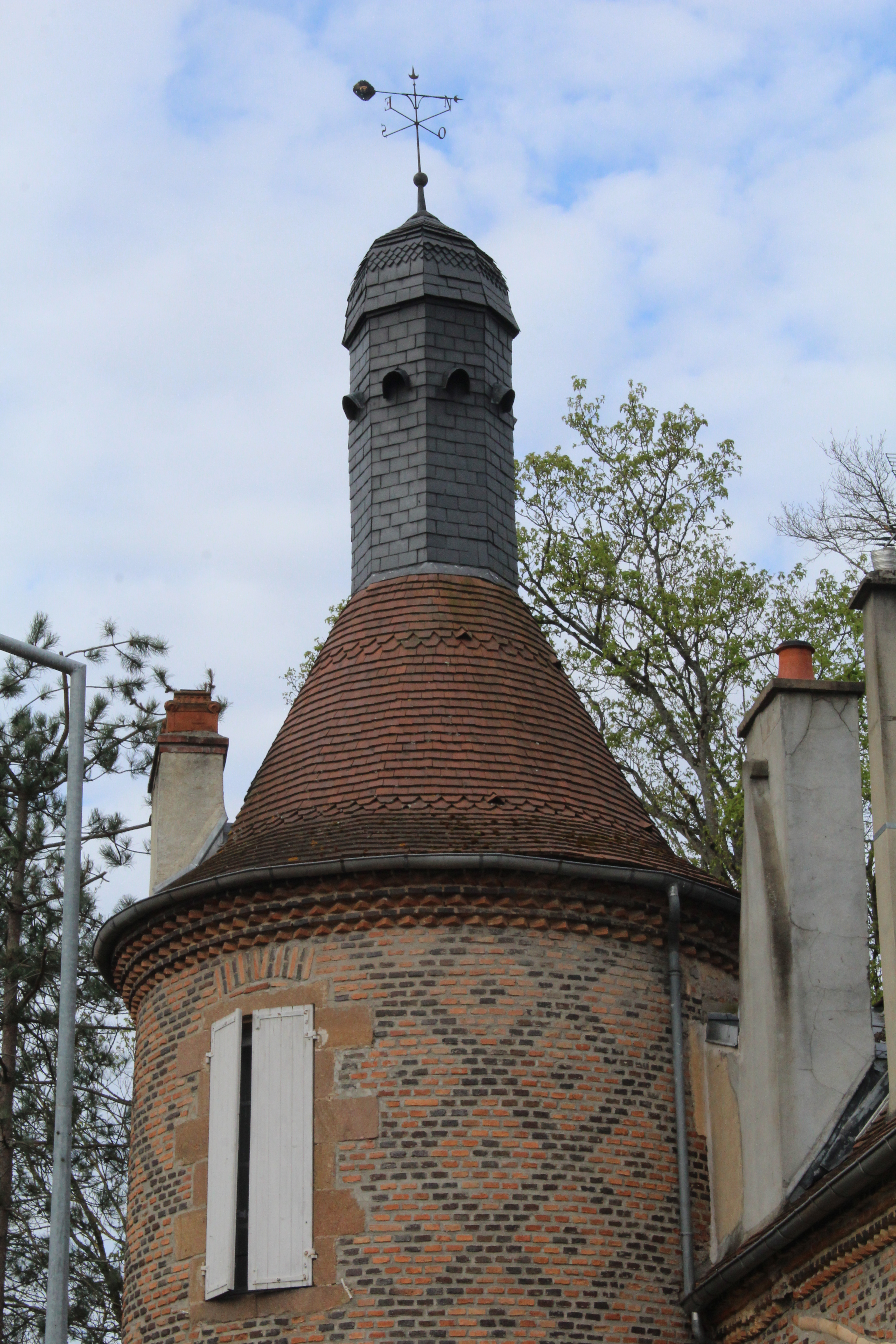
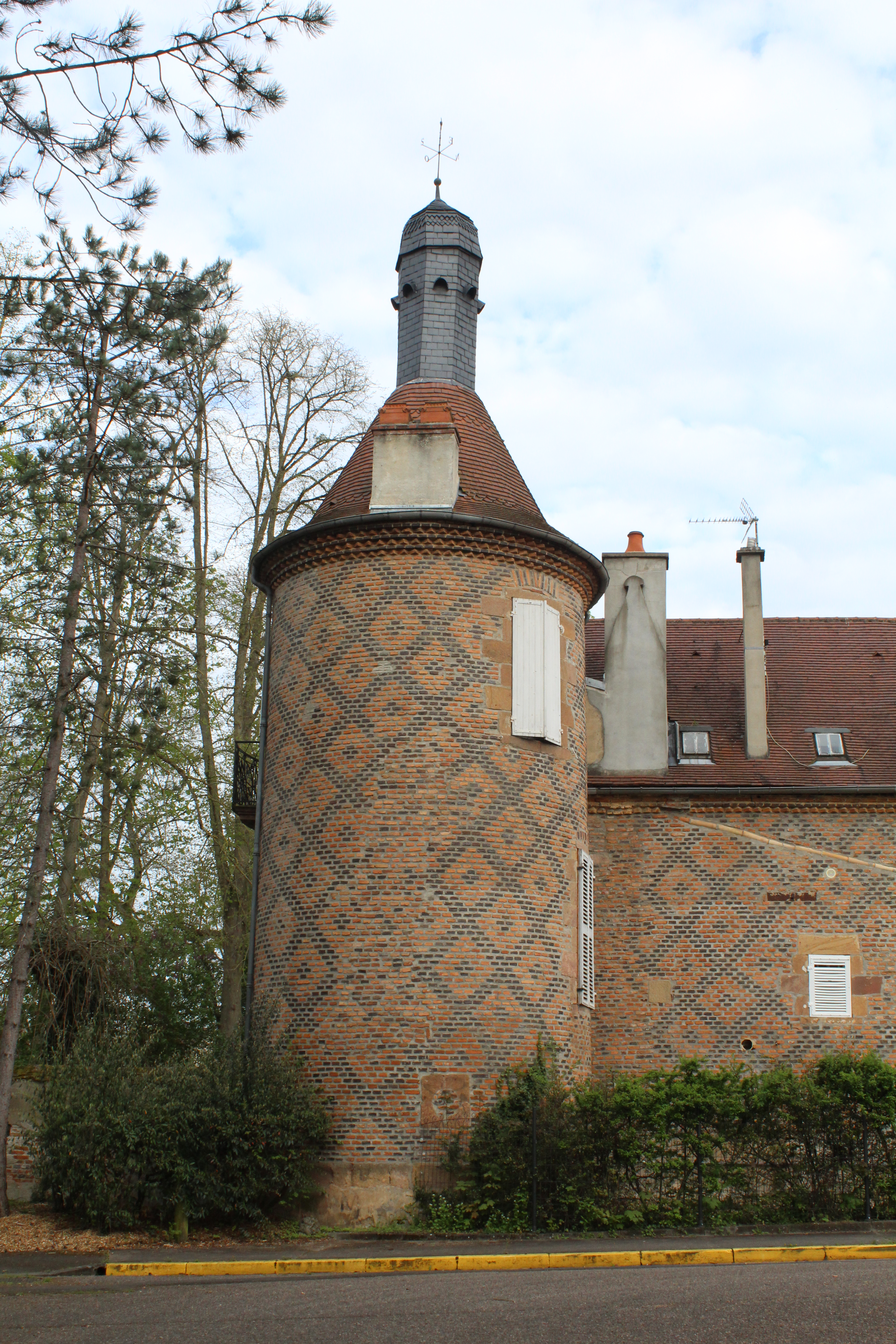